# Roman Bąk (wojewoda bydgoski)
Roman Marian Bąk (ur. 6 sierpnia 1938 w Bydgoszczy, zm. 16 czerwca 2024) – polski działacz państwowy i partyjny, menedżer, naczelnik powiatu rypińskiego, wicewojewoda (1975–1981) i wojewoda bydgoski (1981).

## Życiorys
Syn Michała i Stefanii. Absolwent III Liceum Ogólnokształcącego im. Adama Mickiewicza w Bydgoszczy i Wyższej Szkoły Rolniczej w Poznaniu.
Wstąpił do Polskiej Zjednoczonej Partii Robotniczej, od 1975 wchodził w skład egzekutywy Komitetu Wojewódzkiego PZPR w Bydgoszczy. Do 3 czerwca 1975 był naczelnikiem Urzędu Powiatowego w Rypinie. Od 1 czerwca 1975 do 30 kwietnia 1981 sprawował funkcję wicewojewody bydgoskiego. 28 lutego 1981 powołany na stanowisko wojewody bydgoskiego w miejsce odwołanego Edmunda Lehmanna. Za jego krótkiej kadencji doszło do wydarzeń tzw. bydgoskiego marca, czyli pobicia przedstawicieli Solidarności podczas spotkania w Wojewódzkiej Radzie Narodowej. To on zdecydował się na zezwolenie opozycjonistom wejścia do pomieszczeń ZSL, a następnie cofnął zgodę, co było jedną z przyczyn konfliktu. W związku z tymi wydarzeniami 21 marca stracił stanowisko wojewody, zastąpił go Bogdan Królewski. Następnie przez cztery lata był radcą w polskiej ambasadzie w Sofii. W latach 1986–1992 kierował bydgoską delegaturą Najwyższej Izby Kontroli, następnie był prezesem BRE Banku w Bydgoszczy.
Zmarł po długiej chorobie. 22 czerwca 2024 pochowany na Cmentarzu Nowofarnym w Bydgoszczy.